# Rio Coasta Benghii
O Rio Coasta Benghii é um rio da Romênia, afluente do Rio Latoriţa, localizado no distrito de Vâlcea.